# Body Language (Queen-dal)
A Body Language a negyedik dal a brit Queen rockegyüttes 1982-es Hot Space albumáról. A szerzője Freddie Mercury énekes volt.
A Hot Space azon számainak egyike volt, amelyeket a legjobban befolyásolt az amerikai fekete zene, a funk és a diszkó hatása. A felvételek során Mercury és John Deacon basszusgitáros ezeket a modern hangzású dalokat favorizálták, míg Brian May gitáros és Roger Taylor dobos az együttes régi stílusát kedvelték – ebből aztán több vita is volt a felvételeken. Háttérbe szorult az élő zene jelentősége, programozott szintetizátorral játszották fel a basszusgitár és dob hangzást. A dal 4/4-es, Esz dúrban íródott, és viszonylag gyors, percenkénti 132-es a ritmusa.
A dal szövege nagyon minimalista, Mercury három-négy mondatot ismételget, amelyek között kevés összefüggés van. A szöveg erősen szexuális tartalmú – ezt akarták kihangsúlyozni a dalhoz forgatott videóklippel is –, és általános vélekedések szerint Mercury homoszexuális vágyaihoz kapcsolódik. May szerint: „Jól emlékszem Freddie merészségére, mert jó pár dal, amit írt, nagyon határozottan meleg volt. Emlékszem, azt mondta, »Szép lenne, ha ez a cucc univerzálisan értelmezhető lenne, mert vannak barátaink mindenféle irányultsággal.« Szép dolog így bevonni az embereket. Ami nem szép, ha kizárjuk az őket. És én valamiféle kiközösítettséget éreztem egy ennyire egyértelműen meleg himnusz után, mint a »Body Language«.”
1982. április 19-én kislemezen is megjelent, és harsányan jelezte a rajongók előtt, hogy milyen zenére számíthatnak a Hot Space albumon. Angliában csak a huszonötödik helyet érte el, de meglepetés siker lett Amerikában, ahol a tizenegyedik lett a slágerlistán. A kislemez borítója a klipből ragadott ki egy képet, egy háton fekvő meztelen férfit, és egy rajta fekvő meztelen nőt ábrázolt. Ahogyan a klipben, úgy a borítón sem volt látható közvetlen szeméremsértő jelenet, az együttes amerikai kiadója, az Elektra Records mégsem mert kockáztatni vele, ezért az ottani kiadás egyszínű kék borítót kapott. A kritikusok általában kedvezően írtak róla, a Sounds szerint „Jó, hangzásilag kiegyensúlyozott felvétel, a diszkókban nagy sláger lesz”, míg egy másik lap így összegezte a véleményét: „Azóta nem volt ilyen felháborító a Queen, mióta azok a hölgyek bicikliztek. A borítótól eltekintve, ez egy kiváló kislemez. Nem hiszem, hogy Mary Whitehouse-nak tetszeni fog.” A Rolling Stone viszont „nem túl szórakoztató funk számnak” nevezte, a Stylus szerint pedig „Bekerült az amerikai Top 20-ba, annak ellenére, hogy nem áll másból, mint programozott dallamhurokból, kevés billentyűssel megfűszerezve, miközben Freddie azt rikoltozza: “GIVE ME YOUR BODY! SEXY BOD-AY!” Rendkívül mókás (tetszenek a furcsa, petárdaszerű effektusok is), de nélkülözi az album többi dalának súlyát.”
A dalhoz készített klipet Brian Grant rendezte, teljes mértékben Mercury ötletei alapján. Az énekes elképzelését némileg árnyalta a „fentről érkezett” utasítás, hogy bizonyos csupasz testrészeket el kell fedni, innen jött a bőrre festett színes nyilak ötlete. A statisztákat Los Angelesben toborozták, majd átrepültették őket Torontóba, ahol a filmet felvették. Mercury kívánságára a híres Los Angeles-i táncos, Tony Fields is szerepelt a klipben. A túlzott meztelenség miatt végül az MTV nem sugározta. Ritkán, de játszották az 1982-es Hot Space turnén, annak is inkább az amerikai állomásain.

## Közreműködők
- Ének: Freddie Mercury
- Háttérvokál: Freddie Mercury

Hangszerek:
- Roger Taylor:dob
- Brian May: elektromos gitár
- Freddie Mercury: szintetizátor, dobgép, zongora

## Kiadás és helyezések
| \| Év \| Lista \| Helyezés \| \| ---- \| ---------------------------- \| -------- \| \| 1982 \| Brit kislemezlista[8] \| 25 \| \| 1982 \| Amerika Billboard Hot 100[9] \| 11 \| \| 1982 \| Ausztria Top 40[10] \| 10 \| \| 1982 \| Belgium Ultratop[10] \| 5 \| \| 1982 \| Francia slágerlista[11] \| 59 \| \| 1982 \| Hollandia MegaCharts[10] \| 1 \| \| 1982 \| Ír slágerlista[12] \| 2 \| \| 1982 \| Német slágerlista[10] \| 21 \| \| 1982 \| Norvégia VG-lista[10] \| 5 \| \| 1982 \| Svájci slágerlista[10] \| 10 \| \| 1982 \| Svéd slágerlista[10] \| 10 \| | 7" kislemez (EMI 5293, Anglia / Elektra E-47452, Amerika) 1. Body Language – 4:29 2. Life Is Real – 3:28 12" kislemez (Elektra AS-11567, Amerika) 1. Body Language (mono) – 4:29 2. Body Language (stereo) – 4:29 |          |
| Év | Lista | Helyezés |
| 1982 | Brit kislemezlista | 25       |
| 1982 | Amerika Billboard Hot 100 | 11       |
| 1982 | Ausztria Top 40 | 10       |
| 1982 | Belgium Ultratop | 5        |
| 1982 | Francia slágerlista | 59       |
| 1982 | Hollandia MegaCharts | 1        |
| 1982 | Ír slágerlista | 2        |
| 1982 | Német slágerlista | 21       |
| 1982 | Norvégia VG-lista | 5        |
| 1982 | Svájci slágerlista | 10       |
| 1982 | Svéd slágerlista | 10       |